# Kamuli (plaats)
Kamuli is de hoofdplaats van het district Kamuli in het oosten van Oeganda.
Kamuli telde in 2002 bij de volkstelling 11.221 inwoners.